# Anthelephila pedestris
Anthelephila pedestris är en skalbaggsart som först beskrevs av Rossi 1790.  Anthelephila pedestris ingår i släktet Anthelephila, och familjen kvickbaggar. Arten har ej påträffats i Sverige.

## Bildgalleri

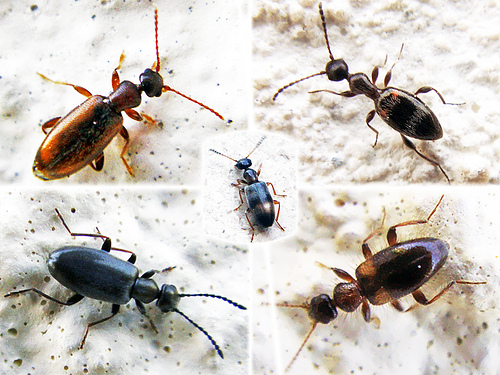